# Лудвиг II фон Хомберг
Лудвиг II фон Хомберг (на немски: Ludwig II. von Froburg; * 1293; † 1315) от род Фробург, е граф на Хомберг (1289 – 1315) в кантон Берн, Швейцария.

## Биография
Той е най-малкият син на граф Лудвиг I фон Хомберг, господар на Раперсвил († 1289 в битка), и съпругата му Елизабет фон Раперсвил († 1309), дъщеря наследничка на граф Рудолф III фон Раперсвил († 1262) и Мехтилд фон Нойфен († сл. 1267).
Майка му Елизабет фон Раперсвил се омъжва втори път пр. 12 март 1296 г. за граф Рудолф III фон Хабсбург-Лауфенбург († 1315). Тя разделя господството Раперсвил между децата си.
Той е брат е на минезингер граф Вернер II фон Хомберг (1284 – 1320), Рудолф фон Хомберг († 1304/1306), Цецилия фон Хомберг († сл. 1338), приор в Доминиканския манастир в Йотенбах, Анна фон Хомберг († сл. 1286) и на Клара фон Хомберг († сл. 1313), омъжена за Егено V фогт фон Матч († сл. 1313). Полубрат е на граф Йохан I фон Хабсбург-Лауфенбург († 1337).
Лудвиг умира неженен през 1315 г.